# 2003년 롯데 자이언츠 시즌
2003년 롯데 자이언츠 시즌은 롯데 자이언츠가 KBO 리그에 참가한 22번째 시즌이다. 지난 시즌 중 감독으로 취임한 백인천이 작년에 이어 감독직을 맡았지만, 박정태와 구단이 FA 계약 때문에 싸운 점, 백인천 감독이 톱타자감인 김주찬에게 거포 수업을 시키는 한편 이대호에게는 체중 감량을 요구하는 등 선수의 스타일 자체를 바꾸려던 것이 실패하여 개막 12연패에 빠져  성적 부진으로 경질되고 김용철 감독대행이 남은 시즌을 맡았다. 팀은 3년 연속으로 8팀 중 최하위에 머물렀으며, 승률은 0.293(현재 계산법으로는 0.300), 7위와의 승차는 18경기였다.
한편, 시즌 전 에이스로 기대를 모았던 김영수가 시범경기부터 부진하여 7경기 2패 ERA 5.20의 기록을 남기고(전년도 2선발승 16선발패) 시즌 도중 SK로 트레이드된 데다 주형광이 중간계투로 강등되어 9패(선발 8패) 1S 13홀드에 그쳐 이 해(2003년) 좌완투수가 2선발승 이상 기록하지 못했는데 전년도(2002년) 영입한 외국인 투수 매기가 롯데 재적 당시 4승을 기록했지만 시즌 도중  SK 이적 뒤 위력이 갈수록 떨어져 6승 9패(롯데 4승 5패 SK 2승 4패)에 그쳐 이 해를 끝으로 한국을 떠났으며 그 이후 롯데의 외국인 좌완투수는 한동안 명맥이 끊기기도 했다.
그 결과 롯데는 2004년 이후  2012년 유먼 영입 전까지 단일시즌 2선발승 이상 기록한 좌완투수가 주형광(2004년 4선발승 2005년 3선발승) 장원준 (2004년 2선발승 2005년 5선발승 2006년 7선발승 2007년 8선발승 2008년 12선발승 2009년 13선발승 2010년 12선발승 2011년 14선발승) 이들 국내파 둘이었으며 2011년 시즌 도중 퇴출된 코리 대체 선수로 에릭 스털츠를 영입할 예정이었으나   새 기회를 노리던 스털츠(콜로라도 이적)와 그 가족들의 한국행 난색 표명으로 무산되기도 했다.

## 타이틀
- 야구 월드컵 국가대표: 최기문
- KBO 페어플레이상: 최기문
- 일구상 노력선수상: 조성환
- 올스타전 추천선수: 임경완, 최기문, 조성환
- 수비 WAR: 최기문 (1.82)
- 병살 유도: 임경완 (17)

### 퓨처스리그
- 남부리그 도루: 김주찬 (16)
- 남부리그 다승: 김주용 (7)
- 세이브: 이용훈 (8)
- 북부리그 홀드: 이명우 (6)
- 북부리그 이닝: 김주용 (123.2)
- 상대한 타자 수: 이용훈 (512)
- 탈삼진: 이용훈 (136)
- 평균자책점: 변인재 (1.07)

## 선수단
- 선발투수: 박지철, 염종석, 손민한, 이정민, 김영수, 김장현
- 구원투수: 노승욱, 주형광, 양성제, 이명호, 김사율, 이석만, 가득염, 박석진, 이명우, 변인재, 이용훈
- 마무리투수: 임경완, 이정훈, 강상수, 김휘곤, 김주용
- 포수: 최기문, 허일상, 김영화, 박경진
- 1루수: 이대호, 이동욱, 박현승
- 2루수: 신명철, 신종길
- 유격수: 박기혁, 김태균
- 3루수: 조성환, 문규현, 정보명, 박준서
- 좌익수: 윤재국, 이계성, 박연수, 이우민
- 중견수: 이시온, 박정준, 조효상, 김주찬
- 우익수: 손인호, 페레즈, 이인구, 보이, 권오현, 김대익
- 지명타자: 박정태, 김응국

## 여담
- 팀은 2002년부터 이 시즌까지 KIA 타이거즈와의 경기에서 18연패에 빠져 KBO 리그 사상 특정 팀 상대 최다 연패 기록을 세웠다.
- 이 시즌 롯데 자이언츠는 KIA 타이거즈를 상대로 1승 17패를 기록해 KBO 리그 역대 단일 시즌 특정 팀 상대 최다패 기록을 세웠다.
- 박현승은 구단 사상 단일 시즌 최저 WAR, KBO 리그 역대 단일 시즌 0홈런 타자 최저 WAR(-1.94)을 기록했다.
- 신종길은 이 시즌 1군에 데뷔하여 KBO 리그 역대 1군 출전 선수 중 첫 동신대학교 출신 타자가 되었다.
- 가득염은 원정 경기에 44번 등판하여 KBO 리그 역대 단일 시즌 원정 경기 최다 기록을 세웠다.
- 이 시즌을 끝으로 은퇴한 김응국은 역대 KBO 리그 통산 3000타석 타자 중 가장 많은 그라운드 홈런(3개)을 쳤다.
- 이명호는 이 시즌을 끝으로 은퇴하여, KBO 리그 역대 주포지션이 투수였던 선수 중 통산 최고 수비 WAR(0.02) 기록을 세웠다.
- 김응국은 이 시즌을 끝으로 은퇴하여 KBO 리그 사상 월요일 경기 통산 최다 3루타(5)를 기록한 선수가 되었다.

## 같이 보기
- 2004년 롯데 자이언츠 시즌